# Kulin György-emlékérem
A Kulin György-emlékérmet 2001-ben a Magyar Csillagászati Egyesület (MCSE) és a Tudományos Ismeretterjesztő Társulat (TIT) alapította, melyet szándékaik szerint 2002-vel kezdődően évente a legkiválóbb munkát végző csillagászat-népszerűsítőnek vagy amatőrcsillagásznak ítél oda az MCSE és a TIT által felállított közös kuratórium. Az elismerést utoljára 2011-ben adták át, utóda a Kulin György-díj.

## Díjazottak
- 2002 Ponori Thewrewk Aurél csillagász
- 2003 Bartha Lajos könyvtáros, csillagászattörténész (1963-ban a Zerinváry Szilárd-emlékérem díjazottja)
- 2003 Mizser Attila csillagász (1988-ban a Zerinváry Szilárd-emlékérem díjazottja)
- 2004 Szécsy Ilona tanárnő
- 2005 Keszthelyi Sándor építészmérnök
- 2006 Mátis András planetáriumi szakelőadó
- 2007 Guman István csillagász
- 2008 Schalk Gyula (posztumusz) planetáriumi szakelőadó
- 2009 Balogh István ismeretterjesztő
- 2011 Vértes Ernő ismeretterjesztő

## Külső hivatkozások
- Kulin György és az amatőrök
- Az első átadás
- Kulin-emlékérem Ponori Thewrewk Aurélnak
- Kitüntetettek